# 方浜中路
方浜中路是上海市黄浦区南部的一条街道，东西走向。东起中华路接方浜东路，西至人民路接方浜西路。全长1469米，宽6.1米到17.6米。而方浜中路位于豫园和上海城隍庙前的一段道路又被稱為上海老街。
方浜中路修筑于1913年，系填方浜修筑而成，名方浜路，或庙前街、小东门大街等。1946年改名方浜中路。

## 交会道路（东向西）
- 人民路
- 丹凤路、四牌楼路
- 马园街
- 光启路
- 安仁街
- 文昌路
- 三牌楼路
- 旧校场路、陈世安桥
- 王医马弄
- 侯家路
- 广福弄
- 河南南路
- 狮子街、松雪街
- 阜春街
- 榛岭街
- 露香园路
- 贻庆街
- 青莲街、西马街
- 木桥街
- 大方弄、肇方弄
- 人民路